# Президент Уганди
Президент Уганди — голова держави Республіка Уганда. Обирається прямим загальним голосування строком на п'ять років. Затверджує та звільняє прем'єр-міністра та міністрів. Є головнокомандуючим військовими силами країни.

## Список президентів
|     | Ім'я                                          | Початок терміну | Кінець терміну  |
| --- | --------------------------------------------- | --------------- | --------------- |
| 1.  | Мутеса II                                     | 1962            | 1966            |
| 2.  | Мілтон Оботе                                  | 15 квітня 1966  | 25 січня 1971   |
| 3.  | Іді Амін                                      | 25 січня 1971   | 11 квітня 1979  |
| 4.  | Юсуф Луле (тимчасовий)                        | 13 квітня 1979  | 20 червня 1979  |
| 5.  | Годфрі Бінайса (тимчасовий)                   | 20 червня 1979  | 12 травня 1980  |
| 6.  | Пауло Муванга (голова Військової Ради)        | 12 травня 1980  | 22 травня 1980  |
| 7.  | Мілтон Оботе                                  | 17 грудня 1980  | 27 червня 1985  |
| 8.  | Базіліо Олара-Окелло (голова Військової Ради) | 27 червня 1985  | 29 липня 1985   |
| 9.  | Тіто Окелло (голова Військової Ради)          | 29 липня 1985   | 26 січня 1986   |
| 10. | Йовері Мусевені                               | 26 січня 1986   | зараз на посаді |